# 克伦民族联盟

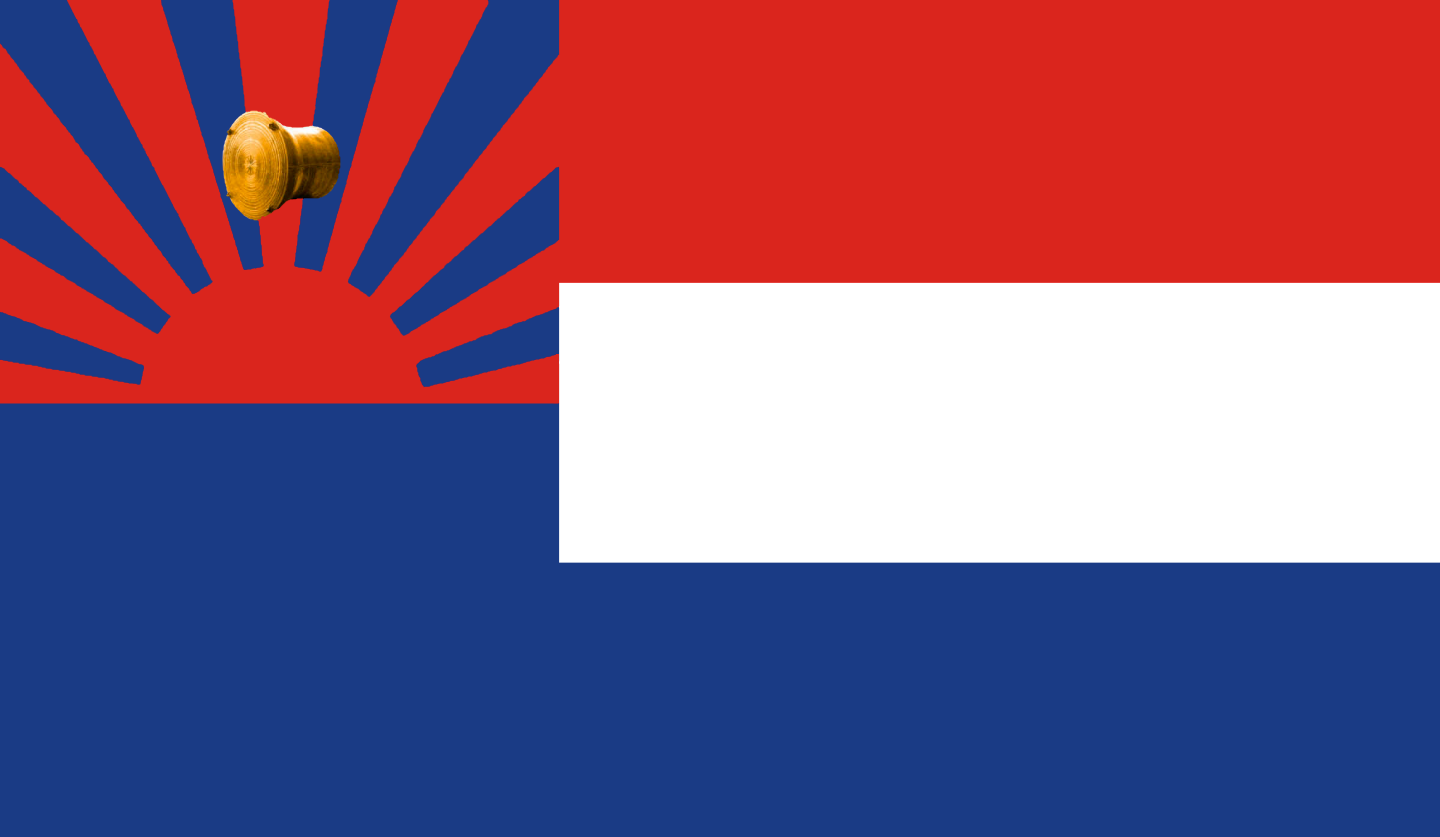
被克伦民族联盟使用的克伦族之旗

克伦民族联盟（斯高克倫語：
，緬甸語：，英語：，缩写：）是缅甸的一个代表克伦族的政治组织，该组织的武装翼为克伦民族解放军（KNLA）。该组织活跃于缅甸东部山区，其地下网络也延伸至缅甸其他地方的克伦族聚居区。在克伦语中，缅甸东部克伦族传统地区被称为“哥都礼”（又译“高都丽”）。自1949年以来，克伦民族联盟一直武装对抗着缅甸中央政府。起初，抗争的目的是独立，之后则改为争取建立联邦制度。
2012年1月，缅甸政府与克伦民族联盟在克倫邦东部首府帕安签署了停火协议。时任铁道运输部部长的昂敏与穆图希颇主席领导了此次和平会谈。

## 历史
二战期间，英国殖民政府为联合克伦族抵抗日军，承诺在战后帮助克伦族独立建国或建立具有完全自治权的“邦”。克伦族士兵便与英军一同浴血奋战直到二战胜利。二战结束后的1947年，为脱离英国的殖民统治，“缅甸国父”昂山将军和各个地方武装签订了《彬龙协议》，亲英方的克伦族武装没有参与。缅甸独立后，英国政府没有履行承诺，而克伦族则没有解除武装，继续为争取民族自治与平等权而抗争。克伦族武装后来分成了“克伦国家联盟”、“克伦中央组织”、“佛教克伦”和“克伦青年”。1947年2月5日，四支武装组织正式组建“克伦民族联盟”。1949年，克伦族武装一度包围了首都仰光，政府军随后组织反击，瓦解了围攻。
1951年2月，缅甸政府宣布成立与其他省邦平级的克伦邦政府，克伦族反政府武装与缅甸政府的关系却并未缓和。1956年，克伦民族联盟第二次大会作出决议：遵循民族民主政策，建立拥有邦内自决权的克伦族“高都丽邦”。
1976年起，主席由波米亚担任，直到2000年卸任。1984年8月19日，波米亚宣布成立“高都丽共和国”。1994年12月，缅甸政府利用克伦族佛教徒与基督教徒之间持续多年的宗教冲突，令民主克伦佛教军从克伦民族解放军中分裂了出来。1995年，政府军攻克了克伦民族联盟的总部所在地马纳普洛，克伦族反政府武装只得退到泰缅边境打游击。1997年，政府军继续对克伦民族联盟发动大规模军事攻势，克伦民族联盟在英美等西方国家的支持下，坚持武装对抗。
2008年2月14日，联盟秘书长巴铎曼萨拉潘在泰国湄索的家中被枪杀，凶手可能为民主克伦佛教军（DKBA）的士兵。
2009年，克伦民族联盟的兵力减少到3000至5000名。2010年11月2日，克伦民族联盟与克伦尼民族进步党 (KNPP)、钦民族阵线 (CNF)、克钦独立组织 (KIO)、新孟邦党 (NMSP)以及北掸邦军结盟。

2012年3月，联盟高级领导巴铎曼年貌以叛国罪被判处20年有期徒刑，不久后他被释放回泰国。
2015年10月15日，克伦民族联盟与其他几个緬甸武裝一起与缅甸政府签署了《全国停火协议》。
2016年9月，克伦民族联盟在德林达依省与孟民族解放军发生冲突。2018年3月14日，兩個武裝之间达成了临时的双边停火协议。
2021年3月27日，克伦民族联盟第5旅攻占了緬甸與泰国边境附近的缅甸政府軍據點，杀死了包括一名副营长在内的10名緬甸軍政府士兵。缅甸军队則对克伦族村庄进行多次空袭以示报复。
2022年8月，克伦民族联盟与民主克伦佛教军合并，并组建新部队——哥都礼军。

## 运作
联盟曾多年来一直通过控制与泰国的边界黑市交易以及通过地方税收来资助其活动。联盟领导层以基督徒居多，整个组织也充满了基督教的色彩，但大部分的克伦族人为佛教徒。联盟领导层由四年一度的大会选举产生。